# Margaret Langrick
Margaret Langrick (ur. 1971) – kanadyjska aktorka. Zdobyła w 1986 nagrodę Genie dla najlepszej aktorki pierwszoplanowej roli w My American Cousin i została również nominowana w tej samej kategorii w 1990 r. za film Cold Comfort. Była również nominowana do nagrody Gemini w 1987 roku za najlepszy występ gościnny w serialu za Danger Bay. Otrzymała również nominację do nagrody Young Artist w kategorii najlepszej młodej aktorki w filmie komediowym w 1988 r. Harry i Hendersonowie.